# Solenopsis (Diplorhoptrum)
Solenopsis (Diplorhoptrum) é um subgênero de formiga do gênero Solenopsis, pertencente à subfamília Myrmicinae.